# Polyplectron
Polyplectron és un gènere d'ocells de la subfamília dels fasianins (Phasianinae), dins la família dels fasiànids (Phasianidae). Aquests faisans viuen principalment en zones de bosc, des del nord de l'Índia, pel sud-est asiàtic i Hainan, Palawan i algunes illes indonèsies.

## Llistat d'espècies
S'han descrit 8 espècies dins aquest gènere:
- faisà d'esperons cuallarg (Polyplectron chalcurum).
- faisà d'esperons de Borneo (Polyplectron schleiermacheri).
- faisà d'esperons de Germain (Polyplectron germaini).
- faisà d'esperons de Hainan (Polyplectron katsumatae).
- faisà d'esperons de Malàisia (Polyplectron malacense).
- faisà d'esperons de Palawan (Polyplectron emphanum).
- faisà d'esperons de Rostchild (Polyplectron inopinatum)
- faisà d'esperons gris (Polyplectron bicalcaratum).